# Église Saint-Pierre-et-Saint-Paul de Gringley-on-the-Hill
L'église Saint-Pierre-et-Saint-Paul de Gringley-on-the-Hill est une église paroissiale anglicane située à Gringley-on-the-Hill (en) au Nottinghamshire, en Angleterre. Elle est rattachée au doyenné de Bassetlaw et Bawtry et au diocèse de Southwell et Nottingham. Elle est classée monument de Grade II*.

## Historique
L'église est construite au XIIIe siècle puis est améliorée ou restaurée à chaque siècle. Le collatéral sud est ajouté en 1910–1912 sur demande du Révérend Charles Bailey.

## Architecture
L'édifice comporte trois travées.

## Cloches
L'église compte six cloches.

## Orgue
L'orgue de l'église est fabriqué par Bevington and Sons. Il est décrit dans le National Pipe Organ Register.

## Paroisse et bénéfice
L'église Saint-Pierre-et-Saint-Paul de Gringley-on-the-Hill forme une paroisse commune avec :
- l'église de la Sainte-Trinité d'Everton
- l'église Saint-Pierre de Clayworth
- l'église de Tous-les-Saints de Mattersey

Elle est en bénéfice commun avec :
- l'église Saint-Pierre de Clayworth
- l'église de Tous-les-Saints de Misterton
- l'église de Tous-les-Saints de Beckingham
- l'église Sainte-Marie-Madeleine de Walkeringham
- l'église de la Bienheureuse-Vierge-Marie de West Stockwith